# 퍼퓸 (드라마)
《퍼퓸》은 2019년 6월 3일부터 2019년 7월 23일까지 방영된 KBS 2TV 월화드라마이다.

## 줄거리
인생을 통째로 바쳐 가족을 위해 헌신했지만 한 가정을 파괴하고, 절망에 빠진 중년의 여자와 사랑에 도전해볼 용기가 없어서 우물쭈물하다가 스텝이 꼬여버린 남자의 '인생 2회차' 로맨스를 그린 가족 드라마다.

## 등장 인물

### 주요 인물
- 신성록 : 서이도 역 (아역 최승훈, 양한열) - 37세. 창의적으로 섬세하게 병들어버린 파워 관종 패션 디자이너
- 고원희 : 민예린 역 (아역 김시아) - 23세. 지옥에서 돌아온 수상한 슈퍼 모델
- 하재숙 : 민재희 역 - 40세. 대한민국 최고의 살림 스킬을 탑재한 초특급 주부
- 차예련 : 한지나 역 - 38세. 은퇴한 탑 모델이자 모델 에이전시 E-Stream 이사
- 김민규 : 윤민석 역 - 28세. 아이돌 스타에서 월드스타로 거듭난 아시아의 프린스

### 재희네 가족들
- 조한철 : 김태준 역 - 44세. 재희의 남편. 대기업 홍보실 실장
- 김진경 : 김진경 역 (아역 조시연) - 18세. 재희의 딸. 전교 1등을 단 한번도 놓쳐본 적이 없는 공부 벌레 고등학생

### 이도컬랙션
- 김기두 : 박준용 역 - 30세. 서이도의 비서
- 신혜정 : 손미유 역 - 22세. 아역 탤런트 출신이자 E-Stream 소속 패션 모델

### 그 외 인물
- 이한위 : 조춘오 역 - 48세. 윤민석의 소속사 대표
- 연민지 : 송민희 역 - 30세. 태준의 회사 부하 직원이자 내연녀
- 조혜원 : 조수연 역 - 18세. 진경의 친구이자 윤민석의 사생 팬
- 박정언 : 홈리스 역
- 이혁 : 강성철 역 - 윤민석의 매니저
- 이호재 : 최장태 역 - 극락택배
- 박승태 : 최장태 부인 역
- 서진원
- 정정아
- 임경민
- 서예진
- 이시영
- 장준영
- 주부진
- 박소유
- 나윤희
- 박병욱
- 박은영
- 김은진
- 최요운
- 강민지 : 박정윤 역 - 22세. 미유의 친구이자 E-Stream 소속 패션 모델.
- 김현주 : 이지연 역
- 박민영
- 이유진
- 강민아
- 박세원
- 이하성
- 이강준
- 이준우
- 윤준우
- 변성빈
- 강두현
- 이준희
- 서문우현

### 특별출연
- 송경아 : 송경아 역 - 톱 모델
- 장광효 : 장광효 역 - 디자이너
- 이현이 : 이현이 역 - 톱 모델
- 장윤주 : 장윤주 역 - 톱 모델
- 박준금 : 주희은 역 - 서이도와 윤민석의 어머니
- 한상진 : 한지나의 전 남편 역
- 하도권 : 상담사 역

## 드라마 정보
- 고준희가 여주인공으로 낙점됐으나 '승리 비밀누나' 루머 때문에 최종 고사 됐으며 에릭 김지석이 서이도 역에 물망에 올랐지만 이런저런 사정으로 불발됐다[2].

## 촬영지
- 아침고요수목원
- 미스지컬렉션
- 오크 우드 프리미어 인천
- 서래3교
- 파로그랜드
- 윤중중학교
- 트라이 보올

## 시청률
최저 시청률과 최고 시청률은 시청률 조사회사와 지역별로 시청률에 차이가 있을 수 있습니다.
| 2019년 | 2019년   | 2019년         | 2019년         | 2019년       | 2019년 |
| 회차   | 방송일   | TNmS 시청률    | AGB 시청률     | AGB 시청률   |        |
| 회차   | 방송일   | 대한민국(전국) | 대한민국(전국) | 서울(수도권) |        |
| ------ | -------- | -------------- | -------------- | ------------ | ------ |
| 제1회  | 6월 3일  | 5.3%           | 5.0%           | 5.5%         |        |
| 제2회  | 6월 3일  | 6.3%           | 6.4%           | 7.0%         |        |
| 제3회  | 6월 4일  | %              | 6.0%           | 6.1%         |        |
| 제4회  | 6월 4일  | 5.7%           | 7.2%           | 8.0%         |        |
| 제5회  | 6월 10일 | %              | 5.4%           | 5.6%         |        |
| 제6회  | 6월 10일 | 5.0%           | 6.6%           | 7.3%         |        |
| 제7회  | 6월 11일 | 6.3%           | 5.9%           | 6.4%         |        |
| 제8회  | 6월 11일 | 5.6%           | 6.8%           | 7.6%         |        |
| 제9회  | 6월 17일 | %              | 4.9%           | 5.3%         |        |
| 제10회 | 6월 17일 | 5.0%           | 6.4%           | 7.0%         |        |
| 제11회 | 6월 18일 | %              | 4.8%           | %            |        |
| 제12회 | 6월 18일 | 5.0%           | 6.7%           | 6.9%         |        |
| 제13회 | 6월 24일 | %              | 4.3%           | %            |        |
| 제14회 | 6월 24일 | %              | 6.1%           | 6.3%         |        |
| 제15회 | 6월 25일 | %              | 5.3%           | 5.6%         |        |
| 제16회 | 6월 25일 | 5.0%           | 6.9%           | 7.2%         |        |
| 제17회 | 7월 1일  | %              | 4.0%           | %            |        |
| 제18회 | 7월 1일  | %              | 5.0%           | 5.3%         |        |
| 제19회 | 7월 2일  | %              | 4.4%           | %            |        |
| 제20회 | 7월 2일  | %              | 5.2%           | 5.3%         |        |
| 제21회 | 7월 8일  | %              | 4.2%           | %            |        |
| 제22회 | 7월 8일  | %              | 4.7%           | %            |        |
| 제23회 | 7월 9일  | %              | 4.3%           | %            |        |
| 제24회 | 7월 9일  | %              | 4.9%           | %            |        |
| 제25회 | 7월 15일 | %              | 3.7%           | %            |        |
| 제26회 | 7월 15일 | %              | 4.7%           | %            |        |
| 제27회 | 7월 16일 | %              | 4.7%           | 4.9%         |        |
| 제28회 | 7월 16일 | %              | 5.3%           | 5.8%         |        |
| 제29회 | 7월 22일 | %              | 4.4%           | %            |        |
| 제30회 | 7월 22일 | %              | 5.2%           | %            |        |
| 제31회 | 7월 23일 | %              | 4.6%           | 4.7%         |        |
| 제32회 | 7월 23일 | %              | 5.9%           | 6.3%         |        |

## 수상 및 후보
| 연도 | 시상식                      | 부문            | 수상작(자) | 결과 | 출처 |
| ---- | --------------------------- | --------------- | ---------- | ---- | ---- |
| 2019 | 제12회 코리아 드라마 어워즈 | 남자 우수연기상 | 신성록     | 후보 |      |

## 동시간대 드라마
- SBS 월화 미니시리즈

《초면에 사랑합니다》 (2019년 5월 6일 ~ 2019년 6월 25일)

## 같이 보기
- 대한민국의 텔레비전 드라마 목록
- 2019년 대한민국의 텔레비전 드라마 목록